# Jerrie Mock
Jerrie Mock, wł. Geraldine „Jerrie” Lois Fredritz Mock (ur. 22 listopada 1925 w Newark, zm. 30 września 2014 w Quincy) – amerykańska pilotka, w 1964 r. jako pierwsza kobieta samotnie obleciała świat.

## Życiorys
Urodziła się 22 listopada 1925 r. w Newark jako Geraldine Lois Fredritz. Od dziecka interesowała się lotnictwem, po raz pierwszy leciała samolotem w wieku pięciu lat. Uczęszczała na Ohio State University, studiując inżynierię lotniczą jako jedna z pierwszych kobiet, ale przerwała edukację, by wyjść za mąż za Russella Mocka. Wspólne loty z mężem umocniły jej zainteresowanie lotnictwem. W 1957 r. zaczęła brać lekcje pilotażu i rok później otrzymała licencję. W następnych latach była gospodynią domową. Kiedy poskarżyła się mężowi na nudę, ten zainspirował ją do lotu dookoła świata. Mock sama dostosowała do lotu swój samolot Cessna 180 Spirit of Columbus. Jej zgłoszenie lotu do National Aeronautic Association zaskoczyło Joan Merriam Smith, która planowała lot dookoła świata śladem Amelii Earhart, ale chociaż nie ogłoszono oficjalnego wyścigu, Mock przyśpieszyła swój start o dwa tygodnie.
Mock wystartowała z Columbus w Ohio dwa dni po wylocie Smith z Kalifornii, 19 marca 1964 r. W trakcie lotu odbyła 21 międzylądowań, w tym m.in. na Bermudach, Azorach, w Maroku, Algierii, Libii, Arabii Saudyjskiej, Indiach, Tajlandii, na Filipinach, Guam, Wake, Hawajach, w Kalifornii, Arizonie, Teksasie i Kentucky. Wylądowała 17 kwietnia i tym samym ukończyła lot w ciągu 29 dni 11 godzin i 59 minut jako pierwsza kobieta w historii. Smith była w tym momencie dopiero w Australii.
Za ten wyczyn została 4 maja 1964 r. odznaczona przez prezydenta Lyndona Johnsona złotym medalem Federalnej Administracji Lotnictwa, a Międzynarodowa Federacja Lotnicza wyróżniła ją swoim odznaczeniem – Medalem Louisa Blériota. Mock otrzymała to wyróżnienie jako pierwsza kobieta i pierwszy obywatel Stanów Zjednoczonych. W 1968 r. zrezygnowała z latania z powodu wysokich kosztów tego sportu. W 1975 r. jej samolot został przekazany do National Air and Space Museum. Swój samotny lot opisała w książce Three Eight Charlie.
Jerrie Mock była producentem dziecięcego programu telewizyjnego Youth Has Its Say, scenarzystą i reżyserem słuchowiska Opera Preludea oraz autorem artykułów i książek.
Zmarła 30 września 2014 r. w Quincy. Miesiąc później została wprowadzona do Columbus (Ohio) Hall of Fame.
Mężatka, miała troje dzieci.